# Рібас-де-Кампос
Рібас-де-Кампос (ісп. Ribas de Campos) — муніципалітет в Іспанії, у складі автономної спільноти Кастилія-і-Леон, у провінції Паленсія. Населення — 167 осіб (2010).
Муніципалітет розташований на відстані близько 200 км на північ від Мадрида, 15 км на північ від Паленсії.

## Демографія
Динаміка населення (INE ):